# Bilstein (Kreuzau)
Bilstein ist ein zu Untermaubach gehörender Wohnplatz in der Gemeinde Kreuzau im nordrhein-westfälischen Kreis Düren.

## Lage
Bilstein liegt hoch über dem Tal der Rur in der Rureifel im Naturpark Nordeifel auf den Buntsandsteinfelsen der Hochkoppel. Nachbarorte sind Untermaubach, Bogheim und Winden. Von Bilstein besteht eine gute Fernsicht in das Düren-Jülicher Land sowie in das enge Rurtal.

## Geschichte

### Hof Bilstein
Herzog Reinhard von Jülich (1402–1423) gibt dem Tilmann von Hemgenberg und dessen Erben seinen Hof Bilstein steuerfrei nebst dem Rechte, Brandholz aus dem herzoglichen Wald zu holen, gegen eine jährliche Abgabe von 15 Malter Hafer und jährliche Lieferung von 15 Wagen Dünger in die herzoglichen Weinberge zu Winden in Erbpacht.

### Neugliederung
Durch die Neugliederung des Raumes Aachen (Aachen-Gesetz) wurden mit Wirkung vom 1. Januar 1972 die Gemeinden Obermaubach-Schlagstein und Untermaubach, der Ortsteil Langenbroich aus der Gemeinde Hürtgenwald und die Ortsteile Schneidhausen und Welk aus der Gemeinde Lendersdorf in die Gemeinde Kreuzau eingegliedert – die Gemeinde Niederau kam zu Düren.

## Kapelle St. Christian
Die Kapelle St. Christian wurde 1896 als neugotische Saalkirche errichtet und gehört zur Pfarrei St. Brigida in Untermaubach.

## Verkehr
Durch den Ort führt die Gemeindestraße von Untermaubach nach Bergheim. Busse des Rurtalbus fahren mit der AVV-Linie 201 durch den Ort. Zudem verkehrt die Nachtbuslinie N3b. Bis zum 31. Dezember 2019 wurde diese Linie von der Dürener Kreisbahn bedient.
| Linie | Verlauf |
| ----- | --- |
| 201   | Kreuzau – Winden – Bergheim – Langenbroich – Bogheim – Untermaubach (– Obermaubach) – Bilstein                                      |
| N3b   | Nachtbus: nur in den Nächten Fr/Sa und Sa/So Düren Bf/ZOB → Kaiserplatz → Rölsdorf → Lendersdorf → Gey → Langenbroich → Obermaubach |

## Sonstiges
In Bilstein befindet sich der Hochbehälter für die Wasserversorgung der Stadt Düren. Das Trinkwasser wird vom Wasserwerk Obermaubach der Stadtwerke Düren in den Behälter gepumpt und schießt dann mit natürlichem Gefälle in das Dürener Wasserleitungsnetz.